# دانشگاه اردکان
دانشگاه اردکان با موافقت شورای گسترش آموزش عالی در جلسه مورخ ۱۳۸۸/۰۳/۰۹ با عنوان مرکز آموزش عالی اردکان تأسیس و در نیمسال اول سال تحصیلی ۸۹–۱۳۸۸ با پذیرش دانشجو در دو رشته روان‌شناسی عمومی و راهنمایی و مشاوره در مقطع کارشناسی رسماً آغاز به کار نمود. سپس در تاریخ ۱۳۸۹/۱۰/۱۸ بر اساس مصوبه شورای گسترش با ادغام دانشکده منابع طبیعی دانشگاه یزد در مرکز آموزش عالی اردکان، این مرکز به مجتمع آموزش عالی اردکان ارتقاء یافت و در نهایت در جلسه ۱۳۹۱/۱۲/۱۲ شورای گسترش آموزش عالی به دانشگاه اردکان ارتقاء یافت. این دانشگاه دومین دانشگاه جامع استان یزد است.

## مجموعه دانشگاه

### دانشکده‌ها

#### دانشکده علوم انسانی و اجتماعی
- رشته‌های کارشناسی

فقه و مبانی حقوق اسلامی، مدیرت دولتی، معارف اسلامی، مطالعات خانواده
- کارشناسی ارشد

اقتصاد، روان‌شناسی، علوم ورزشی، مشاوره

### دانشکده فنی و مهندسی
- رشته‌های کارشناسی

مهندسی برق، مهندسی مکانیک، مهندسی کامپیوتر مهندسی صنایع، مهندسی عمران، مهندسی شیمی
و علوم مهندسی
- رشته‌های کارشناسی ارشد

مهندسی مکانیک، مهندسی صنایع، مهندسی شیمی و مهندسی برق

### دانشکده کشاورزی و منابع طبیعی
- رشته‌های کارشناسی ارشد

مهندسی اقتصاد کشاورزی، مهندسی طبیعت، علوم و مهندسی آب، علوم و مهندسی باغبانی و علوم و مهندسی محیط زیست

### آموزشکده پیرادامپزشکی
- رشته‌های کاردانی

دامپزشکی
- رشته‌های کارشناسی

علوم آزمایشگاهی پیوسته و علوم آزمایشگاهی کارشناسی ناپیوسته
- رشته‌های کارشناسی ارشد

بهداشت مواد غذائی و کنترل کیفی کارشناسی ارشد ناپیوسته و زیست‌شناسی جانوری و کارشناسی ارشد ناپیوسته